# Leksbergs kyrka
Leksbergs kyrka är en kyrkobyggnad som sedan 2006 tillhör Mariestads församling (tidigare Leksbergs församling) i Skara stift. Den ligger i kyrkbyn Leksberg, strax söder om centralorten, i Mariestads kommun. 

## Kyrkobyggnad
Kyrkan är troligen uppförd på 1200-talet och förlängd något åt öster vid 1200-talets slut. Från medeltiden är bevarat långhusmurar, en dopfunt, ett skulpterat manshuvud (placerat över koringången i söder) och fyra liljestenar utanför sakristian. År 1671 bestod kyrkan, enligt Peringskiölds Monumenta, av rektangulärt långhus, vapenhus i söder, smalare, rakt avslutat kor i öster och sakristia norr om koret. Östra delen av kyrkan har, på avbildningen, en gotisk prägel (två spetsbågiga trefönstergrupper). Enligt Peringskiöld hörde till kyrkan en fristående klockstapel av trä. 
År1738 byggdes det nuvarande åttakantiga koret i öster. Samtidigt förlängdes långhuset och taket höjdes. I korets sydvägg insattes en prästingång. Under det nya koret inreddes gravplatser. 
År 1741 påbyggdes altaruppsatsen med nytt krön. Samma år försågs innertaket med plafondmålningar i Läcköskolans anda genom Johan Lidholm och Olof Collander. Vapenhus i söder uppfördes 1742-1745. Draperimålningar, vissa övermålade och senare framtagna, utfördes möjligen 1753 av Carl Gustaf Hoijst.
Klockstapeln ersattes 1760 av ett stentorn i väster.
År 1828 förlades huvudingången i tornets västfasad och tornets bottenvåning inreddes till vapenhus. Två fönster upptogs i nordfasaden. Ny läktartrappa byggdes.
År 1883 målades kyrkan invändigt och troligen övermålades härmed draperimålningarna. Vid en renovering 1900 - 1902 tillkom troligen nuvarande predikstol, som är en kopia av kyrkans äldre predikstol.
En större restaurering utfördes 1930. Vid denna restaurering framkallades draperimålningar omkring fönster och dörrar från 1804, vilka tidigare varit överkalkade. Äldre medeltidsmålningar upptäcktes också, men de var illa medfarna och kunde då ej restaureras. Då 1930 satte man tillbaka den gamla altaruppsatsen från 1600-talet.

## Historia
Intill Leksberg kyrka finns två runstenar bevarade, den ena står inne på kyrkogården, den andra strax utanför. Runstenen inne på kyrkogården påträffades år 1878 när man skulle ta bort den östra delen av den gamla kyrkogårdsmuren.
Utanpå sakristians yttervägg står fyra liljestenar, varav en är försedd med runor. En av dessa har använts som tröskelsten till kyrkans vapenhus.

## Inventarier
- I koret finns en Altaruppsats från 1679. Den avlägsnades 1856 och ersattes av den oljemålning som numera är placerad på kyrkans sydvägg. Den är utförd av J Z Blackstadius (1816-1898) och föreställer ”Kristus i örtagården”. Altaruppsatsen från 1679 sattes åter på plats 1930.
- Predikstolens ljudtak är från 1600-talet.
- Bevarade gravhällar och målade blomsterslingor under läktaren är från 1600-1700-talet.
- Nummertavlorna är från 1817 respektive 1825.

### Klockor
Kyrkan har två senmedeltida klockor.
- Storklockan har ett skriftband med ett hjulkors och avtryck av en brakteat. På kroppen finns även ett pilgrimsmärke.
- Lillklockan saknar också den inskrifter, men har nedtill på kroppen ett inristat pentagram.

## Bilder

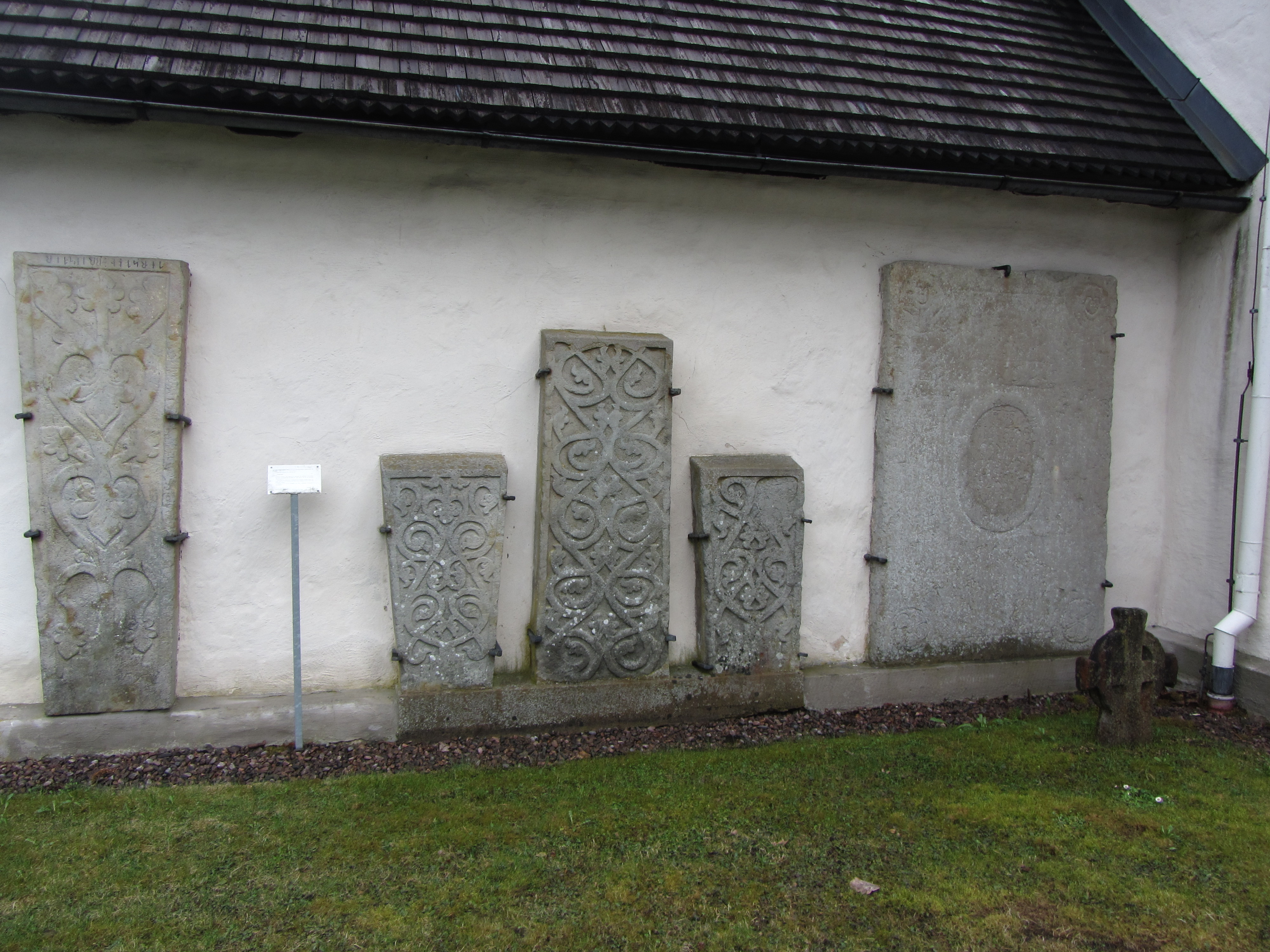
Liljestenar på utsidan.
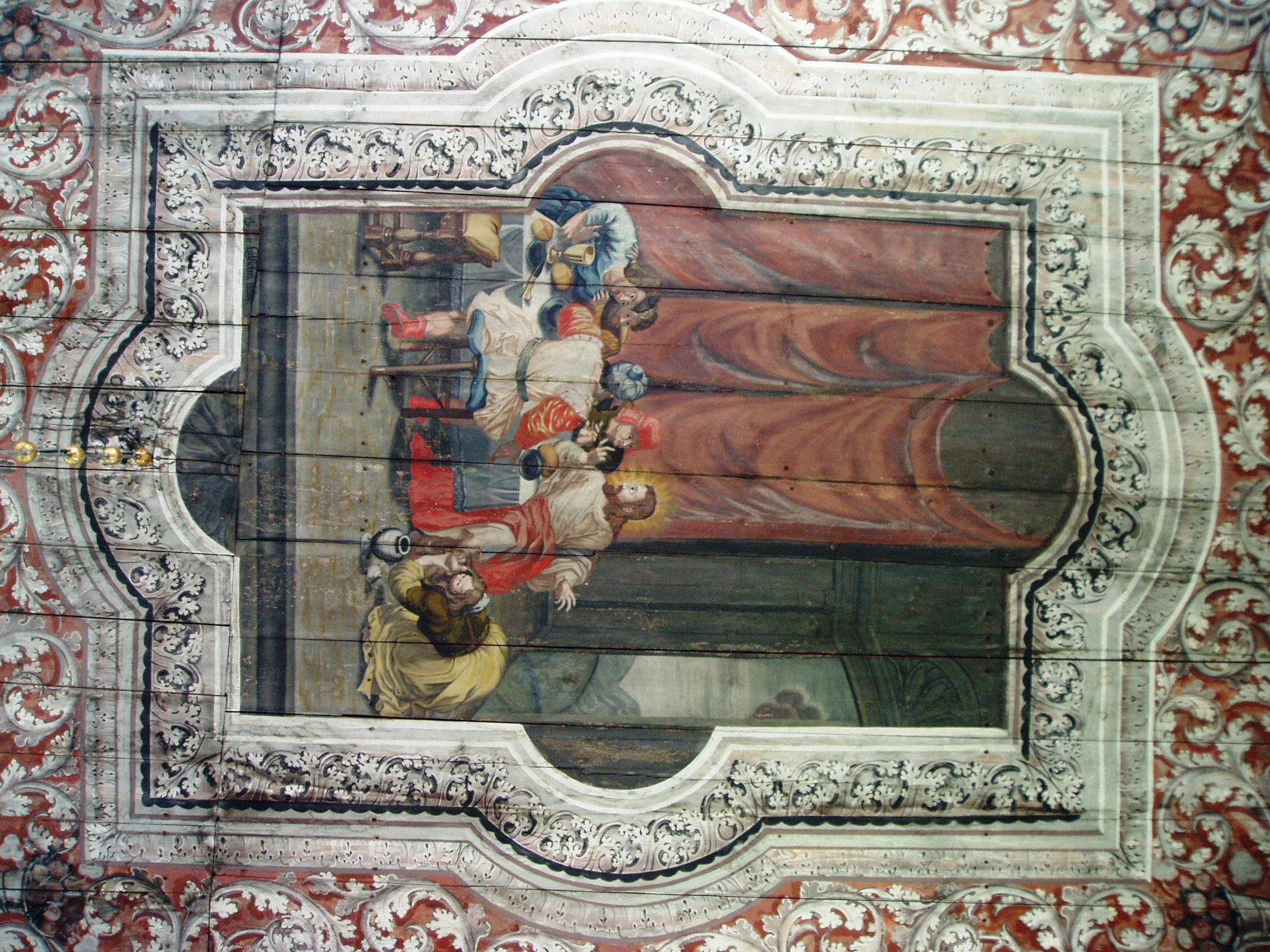
Takmålning.